# Sukiya-zukuri
Le sukiya-zukuri (数寄屋造り) est un style d'architecture résidentiel japonais. Suki signifie « raffiné », « goût sûr » et « plaisir provoqué par des activités élégantes » et le mot fait référence au plaisir de la cérémonie du thé réalisée avec goût et finesse.
À l'origine, le mot renvoie au bâtiment dans lequel se déroule la cérémonie du thé (chashitsu), et il est associé à l'arrangement floral (ikebana) ainsi qu'à d'autres arts japonais traditionnels. Il en est venu à désigner un style de conception des installations publiques et des maisons privées sur la base de l'esthétique des maisons de thé.
Il se caractérise par l'emploi de matériaux naturels.

## Origines

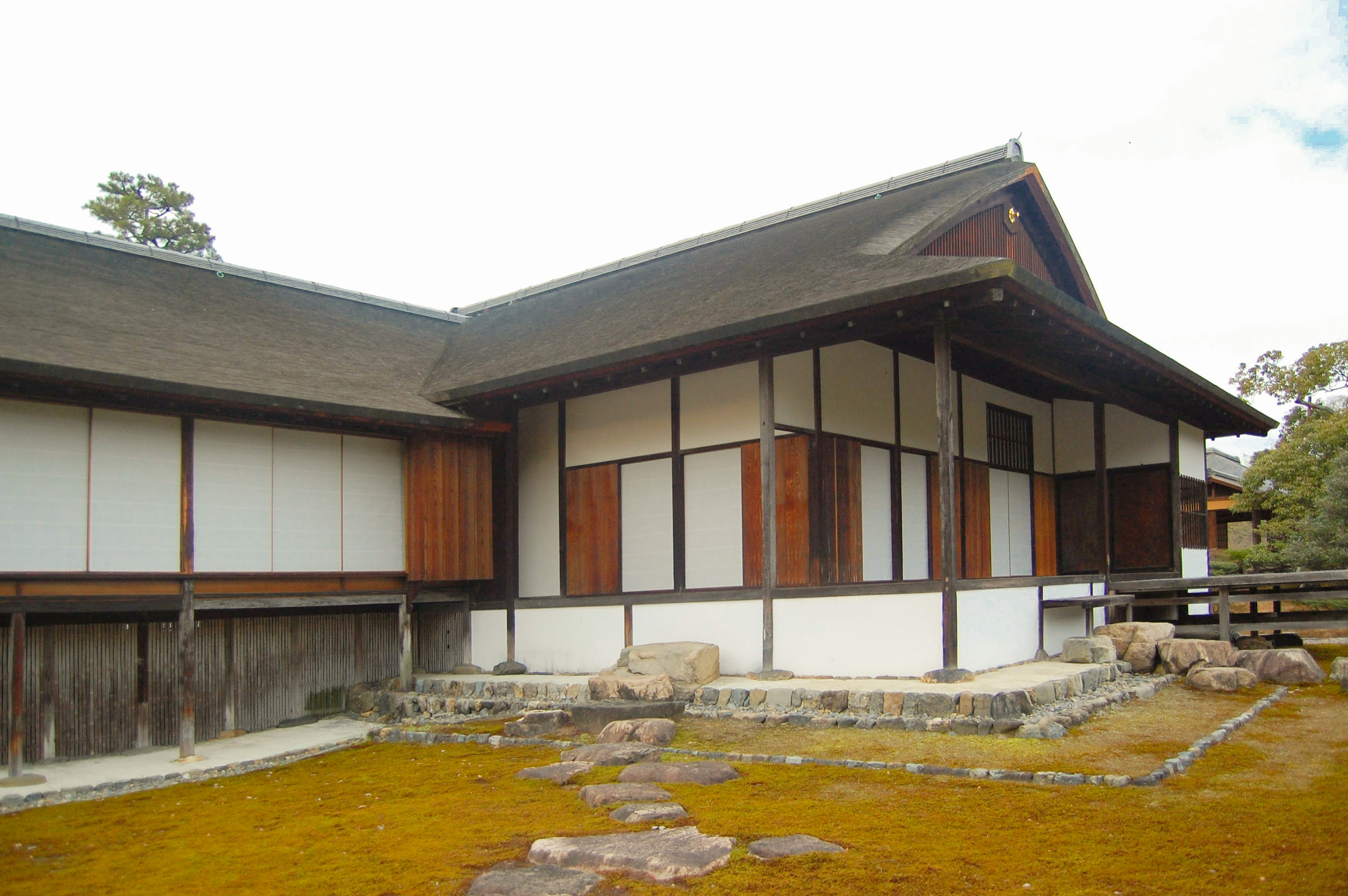
Villa impériale de Katsura (1616 - av. 1658) un des premiers exemples du style «sukiya». À droite,  plus proche de l'ancien style shoin et plus ancien que celui de gauche, le Shoin Intermédiaire. Devant l'Ancien Shoin, sa Terrasse de la Lune (à droite). Point de vue face à la coursive ouverte (au centre) et son prolongement en une véranda, qui distribue la terrasse. On accèdait à la coursive et à la véranda par des chemins empierrés.
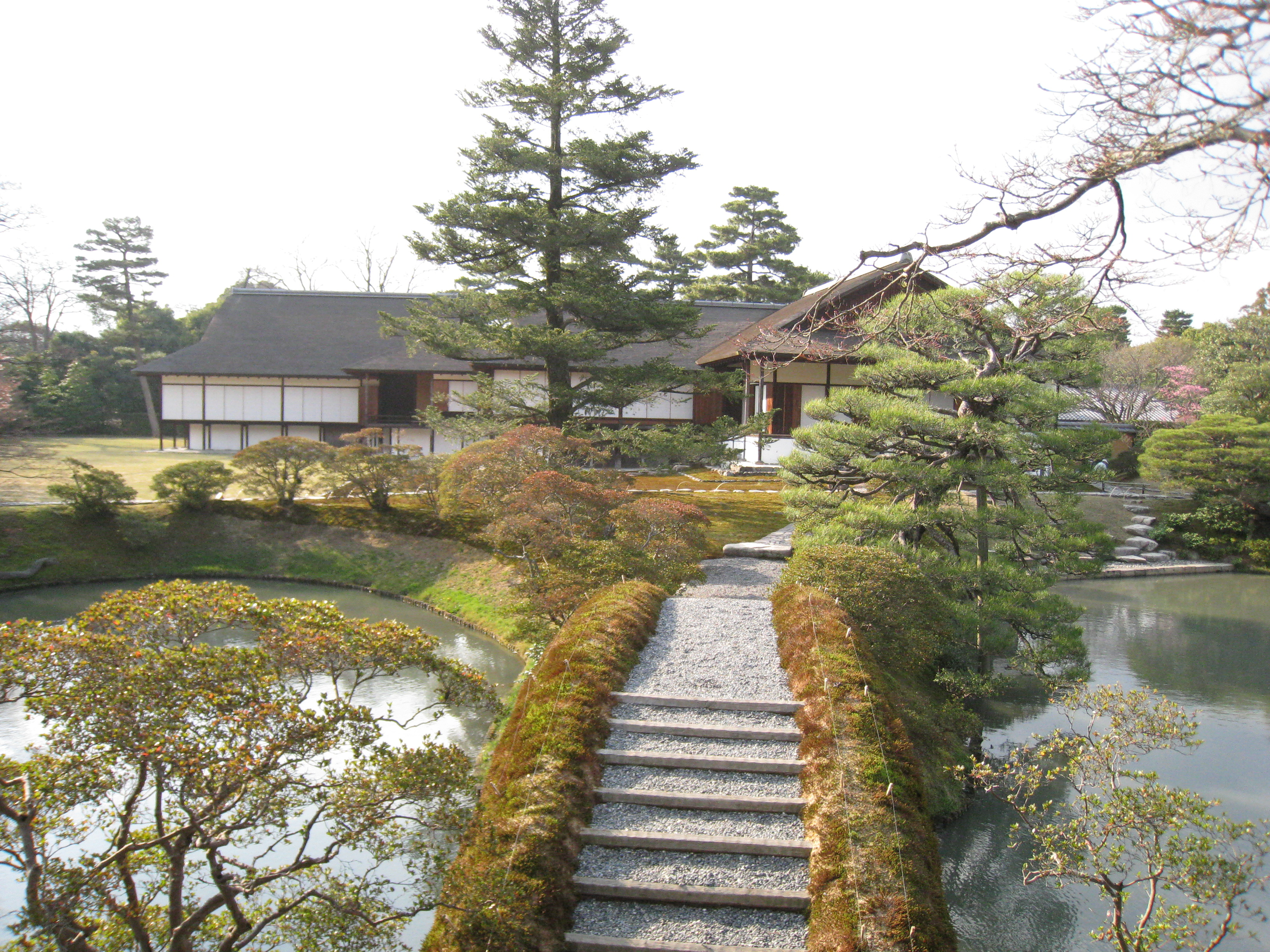
Villa impériale de Katsura. Pont, depuis le pavillon de thé Shokatei. À gauche : le Nouveau Shoin. Derrière le grand pin : Shoin Intermédiaire, espace correspondant à la salle des audiences. Entre les deux premiers : salon de musique (ouverture obscure). À droite du grand pin : véranda qui donne sur la Terrasse de la Lune (masquée par le pin tors) et donnant accès à l'Ancien Shoin, dans une antichambre.

En 1587, Toyotomi Hideyoshi (1536-1598) engage le maître de thé Sen no Rikyū comme conseiller en matière esthétique. Dans l'enceinte de l'imposant palais Jurakudai de Hideyoshi à Kyoto, Rikyū conçoit un bâtiment de dix-huit tatamis appelé le « shoin coloré », qui est le premier exemple d'architecture sukiya-zukuri.
Le style se développe durant le reste de l'époque Azuchi Momoyama (1568-1600) et se caractérise par de petites pièces, généralement de quatre tatamis et demi ou même moins, avec un tokonoma et des étagères. On accède normalement à ces bâtiments par un jardin, souvent au moyen d'un chemin indirect courbe ou en diagonale, qui empêche de découvrir directement la maison de thé.
L'architecture sukiya-zukuri intègre l'esthétique des maisons de thé et englobe toutes sortes de types d'édifices, dont des logements privés, des villas, des restaurants et des auberges. Un des exemples les plus connus en est la villa impériale de Katsura à Kyoto. Durant l'époque d'Edo (1600-1868), le sukiya-zukuri devient populaire parmi les citadins, et la majorité des maisons sont construites dans ce style.

## Comparaison avec des styles similaires
Durant l'époque Azuchi Momoyama, non seulement le style sukiya se maintient, mais on voit les résidences de la classe des guerriers développer le style shoin-zukuri, aux caractéristiques opposées. En effet, alors que le sukiya propose un petit espace simple et austère, le shoin-zukuri est celui des vastes et grandioses pièces de réception, qui servent de décor aux fastes et aux cérémonies des seigneurs féodaux. Par exemple, l'arrangement floral dans le tokonoma d'un shoin est révélateur de la richesse de l'hôte, mais les invités tournent cependant le dos à cet agencement car il n'est pas conçu pour leur plaisir. À l'inverse, dans une maison de thé, l'invité est assis en face du tokonoma et il profite de sa beauté.
Une comparaison avec le shoin-zukuri indique clairement les caractéristiques stylistiques qui définissent le sukiya-zukuri. Dans le shoin-zukuri, des poutres apparentes (appelées nageshi) relient les colonnes carrées rainurées, la traverse qui se trouve à l'arrière est souvent richement sculptée, le plafond présente des caissons ou des traverses hexagonales, et les surfaces murales sont souvent décorées de peintures. L'alcôve (toko), les étagères (tana) et le bureau (shoin) intégré sont tous disposés selon une formule préétablie.
En revanche, pour la colonne centrale (nakabashira), le sukiya-zukuri utilise souvent des colonnes non équarries, voire de simples troncs d'arbres polis, ou encore du bois qui a gardé son écorce. Les murs sont simplement finis avec un enduit de terre naturelle et, s'il y a une sculpture dans le tableau arrière (ranma), elle reste simple. Le plafond est constitué de planches plates rectangulaires. Bien qu'il y ait une alcôve (tokonoma) et des étagères (tana) et peut-être aussi un shoin dans la pièce principale, leur agencement et leur traitement sont libres. La beauté du sukiya-zukuri vient de la délicatesse des éléments en bois mince et autres matériaux naturels utilisés, et de la simplicité de l'ornementation quand on en trouve une.

## Galerie

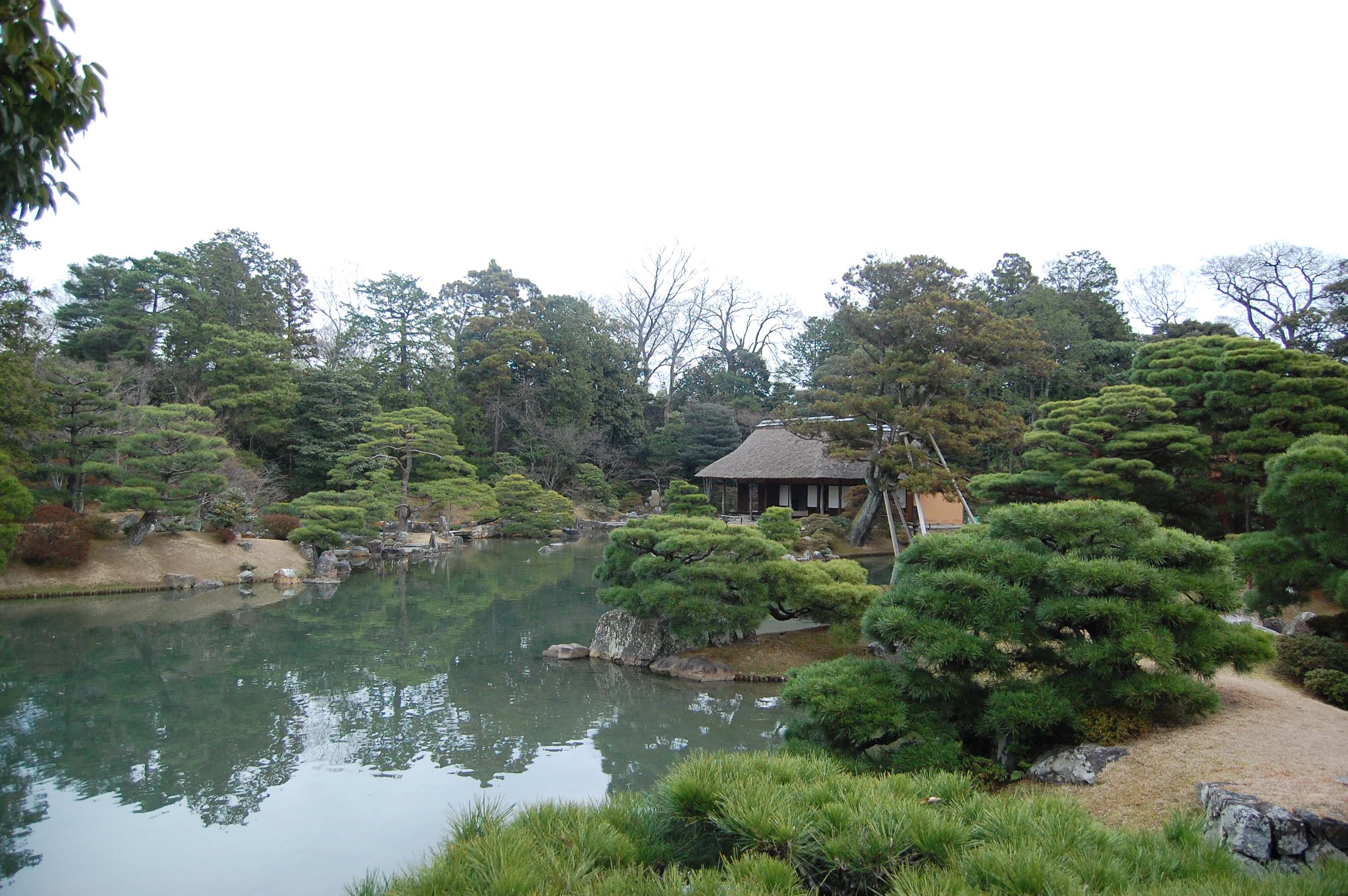
Jardin de style Sukiya : vue sur la villa de Kastura à Kyoto
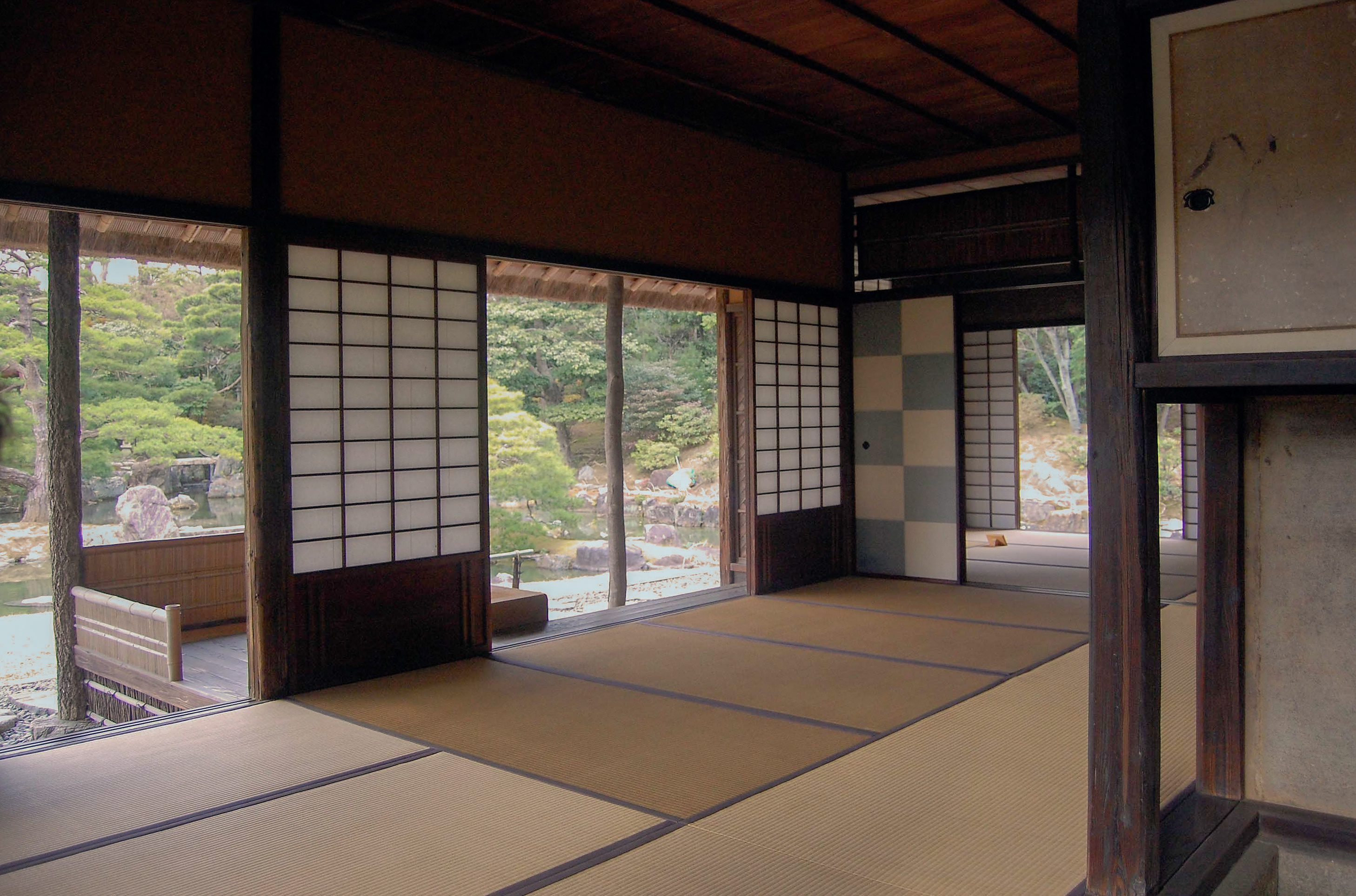
Intérieurs de style Sukiya à Katsura
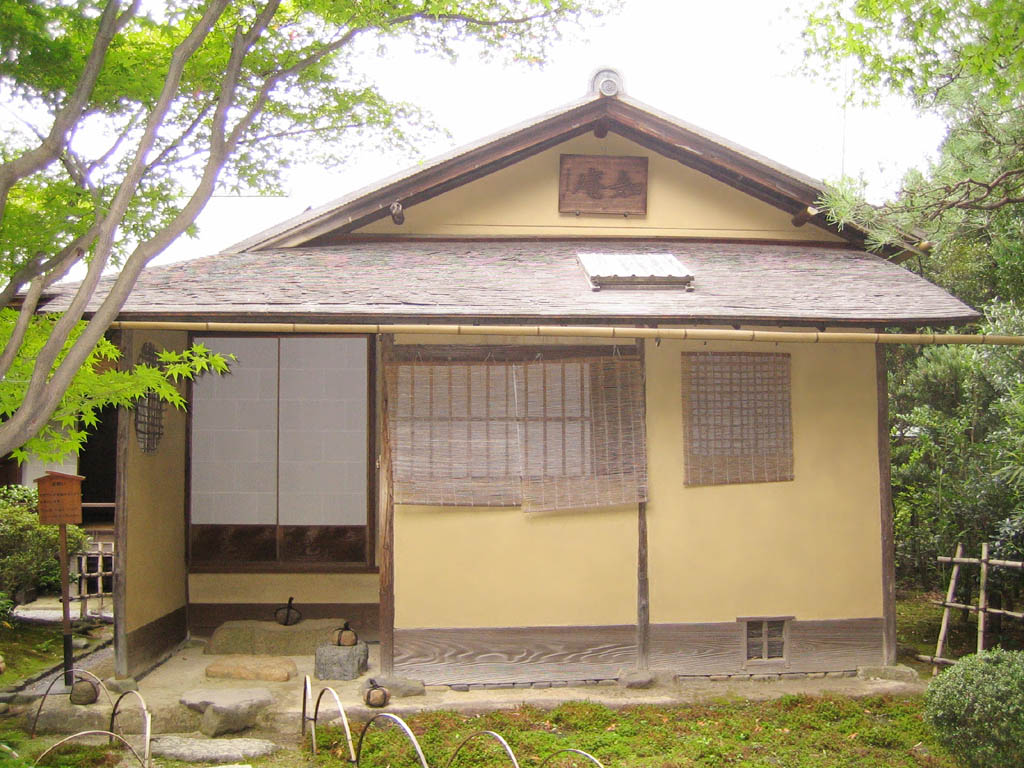
Maison de thé Jo-an à Inuyama, Aichi

Dans la maison de thé « shoin coloré », Sen no Rikyū enduit les poutres d'un mélange de teinture rouge du Bengale et de colorant noir pour leur donner un aspect ancien et charbonneux. En revanche, ses élèves Oribe et Enshu préfèrent des couleurs plus vives et des finitions naturelles. On pense que ce changement coïncide avec le développement du plan régulier en bois qui permet une finition plus uniforme et une meilleure mise en valeur des qualités naturelles du bois brut. C'est, depuis, un trait caractéristique du style sukiya.
Après la restauration de Meiji en 1867, la classe des samouraïs et donc le style shoin perdent leur raison d'être, alors que le style sukiya continue à se développer jusqu'à être réhabilité par l'architecture moderniste.
Ce style nécessite une subtile harmonie entre les principes nécessaires à sa construction, lesquels comprennent la relation entre le client, l'architecte et le charpentier. Tant l'architecte que le charpentier doivent avoir une profonde compréhension des matériaux employés. C'est ainsi qu'on trouve l'exemple d'un charpentier à qui l'on demande de construire une maison du style sukiya et qui décline l'offre parce qu'il a perdu ses outils pendant la Seconde Guerre mondiale et qu'il ne sent donc pas en mesure de travailler de façon satisfaisante.
Dans un texte de 1934, l'architecte Isoya Yoshida invite les architectes à concevoir dans le sukiya en utilisant des matériaux modernes. Il souligne qu'il est important d'afficher les caractéristiques naturelles du bois, même si utiliser quoi que ce soit d'autre qui pourrait attirer l'attention serait une erreur, car un tel geste n'est pas dans l'esprit de ce style.

## Influence
Durant l'Exposition universelle de 1893 de Chicago, une petite maison de thé nippone est construite près de l'étang nord, conçue dans une version libre du style sukiya. Le magazine national Harper's Weekly publie en mars un article présentant les contributions architecturales japonaises à l'exposition. Le magazine Inland Architect de Chicago leur consacre également deux articles durant l'hiver 1892-1893, si bien qu'on peut supposer que les architectes locaux sont familiers de cette construction. L'historien de l'art Dmitri Tselos a été le premier à identifier la maison de thé nippone comme source possible d'influence sur Frank Lloyd Wright, suggérant que les formes du toit double à faible pente de la Prairie School sont similaires à celles du toit de la maison de thé.
En 1934, dans sa résidence Okada, l'architecte Sutemi Horiguchi mélange des éléments du style sukiya (influencé par la ville impériale de Katsura) dans son jardin afin de favoriser la fusion des aspects occidentaux et orientaux du plan.
En 1954, Walter Gropius, fondateur du Bauhaus, visite la villa impériale de Katsura et en est si fortement impressionné qu'il publie en 1960 Katsura: Tradition and Creation Japanese Architecture avec Kenzo Tange. 

« Le plus caractéristique de l'esprit de la conception est le chemin vers la porte d'entrée de la villa. Il est conforme à l'approche préférée du zen, qui est rarement directe, axiale et symétrique. Il y a une aversion prononcée pour l'imposante avenue droite mais un penchant pour l'approche intime, décontractée mais soigneusement planifiée, qui ménage des surprises à chaque tournant et mène à l'objectif principal d'une manière humaine, naturelle, peu imposante. »

— W. Gropius, 1968, Apollo in Democracy: The Cultural Obligation of the Architect, McGraw-Hill Book Company, p. 126.